# Chalindrey
Chalindrey település Franciaországban, Haute-Marne megyében. Lakosainak száma 2347 fő (2022. január 1.). Chalindrey Les Loges, Le Pailly, Saint-Vallier-sur-Marne, Torcenay, Violot, Culmont és Saints-Geosmes községekkel határos.

## Népesség
A település népességének változása:
| Lakosok száma | 3487 | 3143 | 2818 | 2704 | 2435 | 2437 | 2407 | 2429 | 2406 | 2347 |
|               | 1968 | 1982 | 1990 | 2006 | 2013 | 2015 | 2017 | 2019 | 2020 | 2022 |